# Llista de topònims del Prat de Llobregat
Llista de topònims (noms propis de lloc) del municipi del Prat de Llobregat, al Baix Llobregat
Informació actualitzada per un bot. Els canvis manuals es perdran quan s'actualitzi!

## casa
| imatge | Nom                   | Ubicat a             | instància de | Detalls                                                                 | coordenades                                                                                      | Protecció                                  | Commons (més fotos)                        | Dades a WD                    |
| ------ | --------------------- | -------------------- | ------------ | ----------------------------------------------------------------------- | ------------------------------------------------------------------------------------------------ | ------------------------------------------ | ------------------------------------------ | ----------------------------- |
|        | Cases Viñals Vergés   | el Prat de Llobregat | casa         | Estil: noucentisme 20th century                                         | 41° 19′ 58″ N, 2° 05′ 55″ E / 41.332785°N,2.098502°E ca:C. del Prat, 7-13 6 msnm                 | bé integrant del patrimoni cultural català | Cases Viñals Vergés                        | Modifica les dades a Wikidata |
|        | Cases d'en Janet      | el Prat de Llobregat | casa         |                                                                         | 41° 19′ 32″ N, 2° 05′ 18″ E / 41.325622°N,2.088403°E                                             |                                            | Cases d'en Janet                           | Modifica les dades a Wikidata |
|        | Torre Muntadas        | el Prat de Llobregat | casa         | Estil: arquitectura eclèctica 1885                                      | 41° 19′ 40″ N, 2° 05′ 33″ E / 41.32775°N,2.092444°E ca:Carrer Jaume Casanovas, 80                | bé integrant del patrimoni cultural català | Centre d'Art Torre Muntadas-Teatre Kaddish | Modifica les dades a Wikidata |
|        | Torre del Llac        | el Prat de Llobregat | casa         |                                                                         | 41° 17′ 28″ N, 2° 06′ 47″ E / 41.291137163745354°N,2.1130925416946416°E                          |                                            | Torre del Llac                             | Modifica les dades a Wikidata |
|        | la Casa del Mar       | el Prat de Llobregat | casa         |                                                                         | 41° 16′ 47″ N, 2° 04′ 37″ E / 41.27980604387939°N,2.077022194862366°E                            |                                            |                                            | Modifica les dades a Wikidata |
|        | la Ricarda            | el Prat de Llobregat | casa         | Arquitecte: Antoni Bonet i Castellana Estil: racionalisme arquitectònic | 41° 17′ 21″ N, 2° 06′ 27″ E / 41.289254°N,2.107454°E delta del Llobregat                         | bé cultural d'interès nacional             | La Ricarda (El Prat de Llobregat)          | Modifica les dades a Wikidata |
|        | la casa del Dr. Soler | el Prat de Llobregat | casa         |                                                                         | 41° 19′ 49″ N, 2° 05′ 29″ E / 41.330343°N,2.091426°E ca:C. del Doctor Soler i Torrens, 31 5 msnm |                                            | La casa del Dr. Soler                      | Modifica les dades a Wikidata |

## cementiri
| imatge | Nom                | Ubicat a             | instància de | Detalls | coordenades                                                            | Protecció | Commons (més fotos) | Dades a WD                    |
| ------ | ------------------ | -------------------- | ------------ | ------- | ---------------------------------------------------------------------- | --------- | ------------------- | ----------------------------- |
|        | cementiri de l'Est | el Prat de Llobregat | cementiri    |         | 41° 19′ 52″ N, 2° 06′ 03″ E / 41.33097595380577°N,2.1008563041687016°E |           |                     | Modifica les dades a Wikidata |
|        | cementiri del Sud  | el Prat de Llobregat | cementiri    |         | 41° 18′ 46″ N, 2° 06′ 23″ E / 41.3128008626442°N,2.10634149808771°E    |           |                     | Modifica les dades a Wikidata |

## centre de visitants
| imatge | Nom                             | Ubicat a             | instància de        | Detalls | coordenades                                                            | Protecció | Commons (més fotos) | Dades a WD                    |
| ------ | ------------------------------- | -------------------- | ------------------- | ------- | ---------------------------------------------------------------------- | --------- | ------------------- | ----------------------------- |
|        | Porta del Delta                 | el Prat de Llobregat | centre de visitants |         | 41° 17′ 16″ N, 2° 06′ 15″ E / 41.28774327450017°N,2.104192972183228°E  |           |                     | Modifica les dades a Wikidata |
|        | Punt d'informació Desembocadura | el Prat de Llobregat | centre de visitants |         | 41° 17′ 26″ N, 2° 06′ 51″ E / 41.29066154619866°N,2.1141868829727177°E |           |                     | Modifica les dades a Wikidata |

## conjunt urbà
| imatge | Nom                       | Ubicat a             | instància de                    | Detalls | coordenades                                                                                        | Protecció | Commons (més fotos)   | Dades a WD                    |
| ------ | ------------------------- | -------------------- | ------------------------------- | ------- | -------------------------------------------------------------------------------------------------- | --------- | --------------------- | ----------------------------- |
|        | Carrer de Ferran Puig     | el Prat de Llobregat | conjunt urbà                    |         | 41° 19′ 46″ N, 2° 05′ 37″ E / 41.329322814941406°N,2.0935609340667725°E ca:Carrer Ferran Puig      |           | Carrer de Ferran Puig | Modifica les dades a Wikidata |
|        | Cases de la Seda          | el Prat de Llobregat | conjunt urbà conjunt d'edificis | 1955    | 41° 19′ 12″ N, 2° 05′ 44″ E / 41.32001876831055°N,2.095566987991333°E ca:Avinguda Onze de Setembre |           | Cases de la Seda      | Modifica les dades a Wikidata |
|        | Parc empresarial Mas Blau | el Prat de Llobregat | conjunt urbà                    |         | 41° 19′ 03″ N, 2° 04′ 27″ E / 41.31759262084961°N,2.0741629600524902°E ca:Polígon Mas Blau         |           |                       | Modifica les dades a Wikidata |

## edifici
| imatge | Nom                              | Ubicat a             | instància de                      | Detalls                                                                                           | coordenades                                                                                 | Protecció                                  | Commons (més fotos)                                               | Dades a WD                    |
| ------ | -------------------------------- | -------------------- | --------------------------------- | ------------------------------------------------------------------------------------------------- | ------------------------------------------------------------------------------------------- | ------------------------------------------ | ----------------------------------------------------------------- | ----------------------------- |
|        | Antiga caserna dels Carabiners   | el Prat de Llobregat | edifici                           | Estat: ruïnós                                                                                     | 41° 17′ 45″ N, 2° 07′ 19″ E / 41.295887°N,2.121875°E                                        | bé integrant del patrimoni cultural català | Antiga caserna de Carrabiners (Espais naturals del riu Llobregat) | Modifica les dades a Wikidata |
|        | Centre Artesà                    | el Prat de Llobregat | edifici estructura arquitectònica | Arquitecte: Antoni Pascual i Carretero Estil: modernisme català 1919 Estat: enderrocat o destruït | 41° 19′ 49″ N, 2° 05′ 42″ E / 41.3302116394043°N,2.0949339866638184°E ca:Centre, 31         |                                            | Teatre l'Artesà                                                   | Modifica les dades a Wikidata |
|        | Edifici Nissan                   | el Prat de Llobregat | edifici                           |                                                                                                   | 41° 19′ 36″ N, 2° 06′ 29″ E / 41.326528691134264°N,2.108173370361329°E                      |                                            |                                                                   | Modifica les dades a Wikidata |
|        | Escola Joan Maragall             | el Prat de Llobregat | edifici edifici escolar           | Estil: racionalisme arquitectònic                                                                 | 41° 19′ 48″ N, 2° 05′ 50″ E / 41.330131°N,2.097277°E                                        | bé integrant del patrimoni cultural català | Escola Joan Maragall (el Prat de Llobregat)                       | Modifica les dades a Wikidata |
|        | Escola la Seda                   | el Prat de Llobregat | edifici                           | Estil: noucentisme                                                                                | 41° 19′ 51″ N, 2° 05′ 30″ E / 41.330962°N,2.091698°E ca:Plaça Pintor Grau Sala, 5           | bé integrant del patrimoni cultural català | Escola la Seda                                                    | Modifica les dades a Wikidata |
|        | Finestres de Can Peixo           | el Prat de Llobregat | edifici                           | Estil: arquitectura gòtica                                                                        | 41° 19′ 39″ N, 2° 05′ 33″ E / 41.327406°N,2.092482°E ca:Jaume Casanoves, 80 (jardí)         | bé integrant del patrimoni cultural català | Cal Peixo Vell windows                                            | Modifica les dades a Wikidata |
|        | Granja la Ricarda                | el Prat de Llobregat | edifici                           | Estil: noucentisme                                                                                | 41° 19′ 03″ N, 2° 06′ 01″ E / 41.3176°N,2.10022°E ca:Camí del Silet                         | bé cultural d'interès local                | Granja la Ricarda                                                 | Modifica les dades a Wikidata |
|        | Mercat municipal                 | el Prat de Llobregat | edifici                           | Arquitecte: Antoni Bartra i Boada Estil: noucentisme                                              | 41° 19′ 51″ N, 2° 05′ 36″ E / 41.3307°N,2.09342°E ca:Plaça de la Vila, 17                   | bé integrant del patrimoni cultural català | Mercat municipal del Prat de Llobregat                            | Modifica les dades a Wikidata |
|        | Pavelló Joan Busquets            | el Prat de Llobregat | edifici                           |                                                                                                   | 41° 19′ 44″ N, 2° 06′ 14″ E / 41.328936°N,2.103986°E                                        |                                            |                                                                   | Modifica les dades a Wikidata |
|        | Policia Municipal                | el Prat de Llobregat | edifici                           | Estil: historicisme arquitectònic Estat: enderrocat o destruït                                    | 41° 19′ 51″ N, 2° 05′ 36″ E / 41.330833333333°N,2.0933333333333°E                           | bé integrant del patrimoni cultural català |                                                                   | Modifica les dades a Wikidata |
|        | Reial Club de Golf El Prat       | el Prat de Llobregat | edifici                           | Estil: racionalisme arquitectònic                                                                 | 41° 17′ 05″ N, 2° 05′ 29″ E / 41.284601°N,2.091467°E                                        | bé integrant del patrimoni cultural català |                                                                   | Modifica les dades a Wikidata |
|        | Teatre Modern                    | el Prat de Llobregat | edifici                           | Estil: arquitectura eclèctica                                                                     | 41° 19′ 49″ N, 2° 05′ 35″ E / 41.3304°N,2.09293°E ca:Plaça de la Vila, 5-6                  | bé integrant del patrimoni cultural català | Teatre Modern (el Prat de Llobregat)                              | Modifica les dades a Wikidata |
|        | Torre de control del Prat        | el Prat de Llobregat | edifici                           | Estil: racionalisme arquitectònic 1960                                                            | 41° 18′ 23″ N, 2° 04′ 58″ E / 41.306328°N,2.082676°E ca:C. Antoine de Saint Exupery 33 msnm | bé integrant del patrimoni cultural català | Former control tower at Terminal 2 of Barcelona Airport           | Modifica les dades a Wikidata |
|        | edifici de la Telegrafia Marconi | el Prat de Llobregat | edifici                           | Arquitecte: Josep Puig i Cadafalch Estil: arquitectura modernista                                 | 41° 18′ 33″ N, 2° 06′ 18″ E / 41.3091°N,2.10508°E                                           | bé cultural d'interès local                | Edifici de la Telegrafia Marconi                                  | Modifica les dades a Wikidata |
|        | pavelló Xavier Marcilla          | el Prat de Llobregat | edifici instal·lacions esportives |                                                                                                   | 41° 19′ 47″ N, 2° 05′ 27″ E / 41.32958333333333°N,2.090777777777778°E                       |                                            |                                                                   | Modifica les dades a Wikidata |

## edifici residencial
| imatge | Nom                                  | Ubicat a             | instància de        | Detalls                       | coordenades                                                                                           | Protecció | Commons (més fotos) | Dades a WD                    |
| ------ | ------------------------------------ | -------------------- | ------------------- | ----------------------------- | --- | --------- | ------------------- | ----------------------------- |
|        | Cal Xica                             | el Prat de Llobregat | edifici residencial | Estil: arquitectura eclèctica | 41° 19′ 49″ N, 2° 05′ 37″ E / 41.33035659790039°N,2.093475103378296°E ca:Plaça de la Vila, 12         |           | Cal Xica            | Modifica les dades a Wikidata |
|        | Casa Sibila                          | el Prat de Llobregat | edifici residencial | Estil: arquitectura eclèctica | 41° 19′ 40″ N, 2° 05′ 39″ E / 41.327857971191406°N,2.0940539836883545°E ca:Carrer Santiago Rusiñol, 8 |           | Casa Sibila         | Modifica les dades a Wikidata |
|        | Cases Josep Molas                    | el Prat de Llobregat | edifici residencial | Estil: arquitectura eclèctica | 41° 19′ 40″ N, 2° 05′ 42″ E / 41.327857971191406°N,2.0949549674987793°E ca:Carrer Frederic Soler, 1   |           |                     | Modifica les dades a Wikidata |
|        | Farmàcia Guilera                     | el Prat de Llobregat | edifici residencial |                               | 41° 19′ 47″ N, 2° 05′ 36″ E / 41.32978057861328°N,2.0932281017303467°E ca:Carrer de Ferran Puig, 8    |           |                     | Modifica les dades a Wikidata |
|        | casa del carrer Maurici Vilomara, 10 | el Prat de Llobregat | edifici residencial | Estil: arquitectura eclèctica | 41° 19′ 43″ N, 2° 05′ 41″ E / 41.32867813110352°N,2.094675064086914°E ca:Carrer Maurici Vilomara      |           |                     | Modifica les dades a Wikidata |

## església
| imatge | Nom                     | Ubicat a             | instància de | Detalls | coordenades                                                                                       | Protecció | Commons (més fotos)                           | Dades a WD                    |
| ------ | ----------------------- | -------------------- | ------------ | ------- | ------------------------------------------------------------------------------------------------- | --------- | --------------------------------------------- | ----------------------------- |
|        | Mare de Déu de la Mercè | el Prat de Llobregat | església     |         | 41° 19′ 41″ N, 2° 06′ 06″ E / 41.3279237756064°N,2.1016059648358°E 5 msnm                         |           |                                               | Modifica les dades a Wikidata |
|        | Sant Cosme i Sant Damià | el Prat de Llobregat | església     |         | 41° 18′ 58″ N, 2° 05′ 24″ E / 41.316061°N,2.090074°E ca:Riu Llobregat, 100 4 msnm                 |           | Sant Cosme i Sant Damià del Prat de Llobregat | Modifica les dades a Wikidata |
|        | Sant Pere i Sant Pau    | el Prat de Llobregat | església     |         | 41° 19′ 53″ N, 2° 05′ 33″ E / 41.3312848932417°N,2.09258516168189°E ca:Plaça de l'Església 6 msnm |           | Sant Pere i Sant Pau del Prat de Llobregat    | Modifica les dades a Wikidata |

## estació de ferrocarril
| imatge | Nom                           | Ubicat a             | instància de                                                 | Detalls                                 | coordenades                                                            | Protecció | Commons (més fotos)                | Dades a WD                    |
| ------ | ----------------------------- | -------------------- | ------------------------------------------------------------ | --------------------------------------- | ---------------------------------------------------------------------- | --------- | ---------------------------------- | ----------------------------- |
|        | Estació de Pratenc            | el Prat de Llobregat | estació de ferrocarril                                       |                                         | 41° 18′ 55″ N, 2° 07′ 30″ E / 41.31520555555556°N,2.1250166666666668°E |           |                                    | Modifica les dades a Wikidata |
|        | Estació del Prat de Llobregat | el Prat de Llobregat | estació de ferrocarril estació subterrània estació soterrada | 1881 Anomenat per: el Prat de Llobregat | 41° 19′ 51″ N, 2° 05′ 22″ E / 41.33094444444444°N,2.0893888888888887°E |           | El Prat de Llobregat train station | Modifica les dades a Wikidata |

## estació de metro
| imatge | Nom                                    | Ubicat a             | instància de                                                      | Detalls                                                                 | coordenades                                                             | Protecció | Commons (més fotos)                       | Dades a WD                    |
| ------ | -------------------------------------- | -------------------- | ----------------------------------------------------------------- | ----------------------------------------------------------------------- | ----------------------------------------------------------------------- | --------- | ----------------------------------------- | ----------------------------- |
|        | Estació d'Aeroport T1                  | el Prat de Llobregat | estació de metro estació soterrada estació ferroviària d'aeroport | Anomenat per: Aeroport Josep Tarradellas Barcelona - el Prat Terminal 1 | 41° 17′ 18″ N, 2° 04′ 16″ E / 41.2883°N,2.07114°E                       |           | Aeroport T1 metrostation                  | Modifica les dades a Wikidata |
|        | Estació d'Aeroport T2                  | el Prat de Llobregat | estació de metro estació soterrada estació ferroviària d'aeroport | Anomenat per: Aeroport Josep Tarradellas Barcelona - el Prat Terminal 2 | 41° 18′ 15″ N, 2° 04′ 24″ E / 41.3043°N,2.07347°E                       |           | Aeroport T2 metrostation                  | Modifica les dades a Wikidata |
|        | Estació d'Aeroport Terminal de Càrrega | el Prat de Llobregat | estació de metro                                                  |                                                                         | 41° 18′ 00″ N, 2° 03′ 38″ E / 41.3001°N,2.06068°E                       |           | Aeroport Terminal de Càrrega metrostation | Modifica les dades a Wikidata |
|        | Estació de la Ribera                   | el Prat de Llobregat | estació de metro                                                  |                                                                         | 41° 20′ 12″ N, 2° 05′ 34″ E / 41.336666666666666°N,2.0927777777777776°E |           |                                           | Modifica les dades a Wikidata |

## estació soterrada
| imatge | Nom                    | Ubicat a             | instància de                       | Detalls                | coordenades                                        | Protecció | Commons (més fotos)   | Dades a WD                    |
| ------ | ---------------------- | -------------------- | ---------------------------------- | ---------------------- | -------------------------------------------------- | --------- | --------------------- | ----------------------------- |
|        | Estació de Cèntric     | el Prat de Llobregat | estació soterrada estació de metro |                        | 41° 19′ 21″ N, 2° 05′ 35″ E / 41.3224°N,2.093°E    |           | Cèntric metrostation  | Modifica les dades a Wikidata |
|        | Estació de Mas Blau    | el Prat de Llobregat | estació soterrada estació de metro | Anomenat per: Mas Blau | 41° 18′ 41″ N, 2° 04′ 24″ E / 41.31132°N,2.07339°E |           | Mas Blau metrostation | Modifica les dades a Wikidata |
|        | Estació de Parc Nou    | el Prat de Llobregat | estació soterrada estació de metro |                        | 41° 19′ 00″ N, 2° 05′ 15″ E / 41.31666°N,2.0874°E  |           | Parc Nou metrostation | Modifica les dades a Wikidata |
|        | Estació de les Moreres | el Prat de Llobregat | estació soterrada estació de metro |                        | 41° 19′ 46″ N, 2° 06′ 12″ E / 41.3294°N,2.10323°E  |           |                       | Modifica les dades a Wikidata |

## guingueta
| imatge | Nom                    | Ubicat a             | instància de | Detalls | coordenades                                                            | Protecció | Commons (més fotos) | Dades a WD                    |
| ------ | ---------------------- | -------------------- | ------------ | ------- | ---------------------------------------------------------------------- | --------- | ------------------- | ----------------------------- |
|        | Duna (Guingueta)       | el Prat de Llobregat | guingueta    |         | 41° 17′ 04″ N, 2° 05′ 49″ E / 41.28434920870797°N,2.0969402790069585°E |           |                     | Modifica les dades a Wikidata |
|        | El Calamar (guingueta) | el Prat de Llobregat | guingueta    |         | 41° 17′ 02″ N, 2° 05′ 44″ E / 41.28386951058648°N,2.0955938100814824°E |           |                     | Modifica les dades a Wikidata |
|        | El Maravillas          | el Prat de Llobregat | guingueta    |         | 41° 17′ 06″ N, 2° 05′ 56″ E / 41.28487324464227°N,2.0987802743911748°E |           |                     | Modifica les dades a Wikidata |

## instal·lació esportiva
| imatge | Nom                            | Ubicat a             | instància de           | Detalls                                 | coordenades                                                           | Protecció | Commons (més fotos) | Dades a WD                    |
| ------ | ------------------------------ | -------------------- | ---------------------- | --------------------------------------- | --------------------------------------------------------------------- | --------- | ------------------- | ----------------------------- |
|        | Centre Municipal de Vela       | el Prat de Llobregat | instal·lació esportiva |                                         | 41° 17′ 16″ N, 2° 06′ 21″ E / 41.28780776810285°N,2.105711102485657°E |           |                     | Modifica les dades a Wikidata |
|        | Estadi Moisès Llopart          | el Prat de Llobregat | instal·lació esportiva | Anomenat per: Moisès Llopart i Aguilera | 41° 19′ 22″ N, 2° 04′ 57″ E / 41.32270833333333°N,2.0825°E            |           |                     | Modifica les dades a Wikidata |
|        | Poliesportiu Municipal Sagnier | el Prat de Llobregat | instal·lació esportiva |                                         | 41° 19′ 18″ N, 2° 04′ 57″ E / 41.321678°N,2.082636°E                  |           |                     | Modifica les dades a Wikidata |

## jardí públic
| imatge | Nom                             | Ubicat a             | instància de | Detalls | coordenades                                                            | Protecció                                  | Commons (més fotos)             | Dades a WD                    |
| ------ | ------------------------------- | -------------------- | ------------ | ------- | ---------------------------------------------------------------------- | ------------------------------------------ | ------------------------------- | ----------------------------- |
|        | Jardins d'Andalusia             | el Prat de Llobregat | jardí públic |         | 41° 19′ 37″ N, 2° 06′ 19″ E / 41.32685902361691°N,2.1052551269531254°E |                                            |                                 | Modifica les dades a Wikidata |
|        | Jardins del Cementiri Vell      | el Prat de Llobregat | jardí públic |         | 41° 19′ 51″ N, 2° 06′ 01″ E / 41.33090344652268°N,2.1002340316772465°E |                                            |                                 | Modifica les dades a Wikidata |
|        | Parc municipal Fondo d'en Peixo | el Prat de Llobregat | jardí públic |         | 41° 19′ 41″ N, 2° 05′ 26″ E / 41.3281°N,2.09057°E                      | bé integrant del patrimoni cultural català | Parc municipal Fondo d'en Peixo | Modifica les dades a Wikidata |

## llac
| imatge | Nom                   | Ubicat a             | instància de | Detalls | coordenades                                                             | Protecció | Commons (més fotos)   | Dades a WD                    |
| ------ | --------------------- | -------------------- | ------------ | ------- | ----------------------------------------------------------------------- | --------- | --------------------- | ----------------------------- |
|        | Estany de Cal Tet     | el Prat de Llobregat | llac         |         | 41° 18′ 10″ N, 2° 07′ 20″ E / 41.30265169297541°N,2.122099399566651°E   |           |                       | Modifica les dades a Wikidata |
|        | Estany de l'Illa      | el Prat de Llobregat | llac         |         | 41° 17′ 22″ N, 2° 06′ 17″ E / 41.289577286456336°N,2.1046113967895512°E |           |                       | Modifica les dades a Wikidata |
|        | Estany de la Magarola | el Prat de Llobregat | llac         |         | 41° 17′ 36″ N, 2° 07′ 05″ E / 41.293408°N,2.118061°E 1 msnm             |           | Estany de la Magarola | Modifica les dades a Wikidata |
|        | Estany de la Podrida  | el Prat de Llobregat | llac         |         | 41° 18′ 00″ N, 2° 08′ 00″ E / 41.3°N,2.13333°E                          |           | Estany de la Podrida  | Modifica les dades a Wikidata |

## masia
| imatge | Nom                                       | Ubicat a                                   | instància de | Detalls                                                       | coordenades                                                                                             | Protecció                                  | Commons (més fotos)                                   | Dades a WD                    |
| ------ | ----------------------------------------- | ------------------------------------------ | ------------ | ------------------------------------------------------------- | --- | ------------------------------------------ | ----------------------------------------------------- | ----------------------------- |
|        | Ca l'Arana                                | el Prat de Llobregat                       | masia        | Estat: enderrocat o destruït                                  | 41° 18′ 58″ N, 2° 07′ 58″ E / 41.31618333°N,2.13282778°E                                                | bé integrant del patrimoni cultural català | Ca l'Arana                                            | Modifica les dades a Wikidata |
|        | Ca l'Enric de Costelleta                  | el Prat de Llobregat                       | masia        |                                                               | 41° 19′ 02″ N, 2° 06′ 20″ E / 41.31721423723322°N,2.1056520938873295°E                                  |                                            |                                                       | Modifica les dades a Wikidata |
|        | Ca l'Isidret                              | el Prat de Llobregat                       | masia        |                                                               | 41° 19′ 16″ N, 2° 07′ 19″ E / 41.3210554258977°N,2.12202448146765°E                                     |                                            |                                                       | Modifica les dades a Wikidata |
|        | Ca l'Ixo                                  | el Prat de Llobregat                       | masia        |                                                               | 41° 19′ 40″ N, 2° 04′ 38″ E / 41.327914°N,2.077197°E                                                    |                                            |                                                       | Modifica les dades a Wikidata |
|        | Cal Bitxot                                | el Prat de Llobregat                       | masia        | Estil: arquitectura popular                                   | | bé integrant del patrimoni cultural català |                                                       | Modifica les dades a Wikidata |
|        | Cal Cabeça                                | el Prat de Llobregat                       | masia        | Estil: arquitectura popular                                   | | bé integrant del patrimoni cultural català |                                                       | Modifica les dades a Wikidata |
|        | Cal Caset                                 | el Prat de Llobregat                       | masia        |                                                               | | bé integrant del patrimoni cultural català |                                                       | Modifica les dades a Wikidata |
|        | Cal Cilet                                 | el Prat de Llobregat                       | masia        |                                                               | 41° 18′ 59″ N, 2° 05′ 50″ E / 41.3164677658069°N,2.09721128981502°E                                     |                                            |                                                       | Modifica les dades a Wikidata |
|        | Cal Company                               | el Prat de Llobregat                       | masia        | Estil: arquitectura popular                                   | | bé integrant del patrimoni cultural català |                                                       | Modifica les dades a Wikidata |
|        | Cal Costelleta Petit                      | el Prat de Llobregat                       | masia        | Estil: arquitectura popular                                   | 41° 19′ 12″ N, 2° 05′ 53″ E / 41.320109°N,2.098097°E                                                    | bé integrant del patrimoni cultural català |                                                       | Modifica les dades a Wikidata |
|        | Cal Donyanna                              | el Prat de Llobregat                       | masia        |                                                               | 41° 20′ 32″ N, 2° 05′ 43″ E / 41.342171°N,2.095235°E                                                    |                                            |                                                       | Modifica les dades a Wikidata |
|        | Cal Felip del Coracero                    | el Prat de Llobregat                       | masia        | Estil: arquitectura popular                                   | 41° 18′ 59″ N, 2° 03′ 52″ E / 41.316525°N,2.064314°E                                                    | bé integrant del patrimoni cultural català | Cal Felip del Coracero                                | Modifica les dades a Wikidata |
|        | Cal Fernando                              | el Prat de Llobregat                       | masia        | 18th century Estat: ruïnós                                    | 41° 19′ 23″ N, 2° 06′ 58″ E / 41.323056°N,2.116111°E ca:Camí de Cal Fernando 5 msnm                     | bé integrant del patrimoni cultural català | Cal Fernando (el Prat de Llobregat)                   | Modifica les dades a Wikidata |
|        | Cal Ferrers                               | el Prat de Llobregat                       | masia        |                                                               | 41° 18′ 23″ N, 2° 07′ 03″ E / 41.3063197945824°N,2.11742002643272°E                                     |                                            |                                                       | Modifica les dades a Wikidata |
|        | Cal Guiri                                 | el Prat de Llobregat                       | masia        |                                                               | 41° 18′ 48″ N, 2° 06′ 08″ E / 41.3134438229945°N,2.10215127453269°E                                     |                                            |                                                       | Modifica les dades a Wikidata |
|        | Cal Joan de l'Ixo                         | el Prat de Llobregat                       | masia        | Estil: arquitectura popular                                   | | bé integrant del patrimoni cultural català |                                                       | Modifica les dades a Wikidata |
|        | Cal Joan del Carro                        | Sant Boi de Llobregat el Prat de Llobregat | masia        |                                                               | 41° 19′ 56″ N, 2° 04′ 21″ E / 41.33213889°N,2.07255556°E                                                |                                            |                                                       | Modifica les dades a Wikidata |
|        | Cal Joanet de Tivís                       | el Prat de Llobregat                       | masia        |                                                               | 41° 19′ 08″ N, 2° 06′ 28″ E / 41.319°N,2.10773°E                                                        | bé integrant del patrimoni cultural català | Cal Joanet de Tivís                                   | Modifica les dades a Wikidata |
|        | Cal Josep d'en Ribas                      | el Prat de Llobregat                       | masia        |                                                               | 41° 18′ 55″ N, 2° 05′ 36″ E / 41.315277777778°N,2.0933333333333°E                                       | bé integrant del patrimoni cultural català |                                                       | Modifica les dades a Wikidata |
|        | Cal Llísera                               | el Prat de Llobregat                       | masia        | Estil: arquitectura popular                                   | | bé integrant del patrimoni cultural català |                                                       | Modifica les dades a Wikidata |
|        | Cal Manyà                                 | el Prat de Llobregat                       | masia        |                                                               | 41° 19′ 05″ N, 2° 05′ 55″ E / 41.3179556197081°N,2.09856475456025°E                                     |                                            |                                                       | Modifica les dades a Wikidata |
|        | Cal Mariano                               | el Prat de Llobregat                       | masia        | Estil: arquitectura popular                                   | | bé integrant del patrimoni cultural català |                                                       | Modifica les dades a Wikidata |
|        | Cal Masses                                | el Prat de Llobregat                       | masia        | Estil: arquitectura popular                                   | | bé integrant del patrimoni cultural català |                                                       | Modifica les dades a Wikidata |
|        | Cal Menut                                 | el Prat de Llobregat                       | masia        | Estil: arquitectura popular                                   | | bé integrant del patrimoni cultural català |                                                       | Modifica les dades a Wikidata |
|        | Cal Miquel de l'Àgata                     | el Prat de Llobregat                       | masia        |                                                               | 41° 18′ 51″ N, 2° 06′ 29″ E / 41.3141028974595°N,2.1081396734037°E                                      |                                            |                                                       | Modifica les dades a Wikidata |
|        | Cal Misses                                | el Prat de Llobregat                       | masia        | Estil: arquitectura popular                                   | 41° 20′ 22″ N, 2° 04′ 55″ E / 41.33930556°N,2.08205556°E                                                | bé integrant del patrimoni cultural català | Cal Misses                                            | Modifica les dades a Wikidata |
|        | Cal Moners                                | el Prat de Llobregat                       | masia        | Estil: arquitectura popular 18th century                      | 41° 18′ 46″ N, 2° 04′ 48″ E / 41.312778°N,2.08°E ca:Camí de Cal Moners 3 msnm                           | bé integrant del patrimoni cultural català | Cal Moners                                            | Modifica les dades a Wikidata |
|        | Cal Monjo                                 | el Prat de Llobregat                       | masia        |                                                               | 41° 20′ 31″ N, 2° 04′ 24″ E / 41.341944°N,2.073333°E                                                    |                                            | Cal Monjo                                             | Modifica les dades a Wikidata |
|        | Cal Montes                                | el Prat de Llobregat                       | masia        | Estat: enderrocat o destruït                                  | 41° 20′ 06″ N, 2° 05′ 28″ E / 41.334916°N,2.091227°E                                                    | bé integrant del patrimoni cultural català |                                                       | Modifica les dades a Wikidata |
|        | Cal Nyepa                                 | el Prat de Llobregat                       | masia        | Estil: arquitectura popular 18th century                      | 41° 19′ 00″ N, 2° 08′ 20″ E / 41.316594°N,2.139024°E ca:Passeig de Cal Nyepa                            | bé integrant del patrimoni cultural català | Cal Nyepa                                             | Modifica les dades a Wikidata |
|        | Cal Patronilo                             | el Prat de Llobregat                       | masia        | Estil: arquitectura popular                                   | | bé integrant del patrimoni cultural català |                                                       | Modifica les dades a Wikidata |
|        | Cal Pau Pi                                | el Prat de Llobregat                       | masia        | Estil: arquitectura popular                                   | 41° 19′ 10″ N, 2° 05′ 55″ E / 41.319456°N,2.09871°E                                                     | bé integrant del patrimoni cultural català |                                                       | Modifica les dades a Wikidata |
|        | Cal Peixo Vell                            | el Prat de Llobregat                       | masia        |                                                               | 41° 19′ 47″ N, 2° 05′ 16″ E / 41.329691°N,2.087807°E                                                    |                                            | Cal Peixo Vell                                        | Modifica les dades a Wikidata |
|        | Cal Pelut Nou                             | el Prat de Llobregat                       | masia        |                                                               | | bé integrant del patrimoni cultural català |                                                       | Modifica les dades a Wikidata |
|        | Cal Pelut Vell                            | el Prat de Llobregat                       | masia        | Estil: arquitectura popular                                   | 41° 19′ 15″ N, 2° 04′ 22″ E / 41.3208°N,2.072861°E                                                      | bé integrant del patrimoni cultural català |                                                       | Modifica les dades a Wikidata |
|        | Cal Perers                                | el Prat de Llobregat                       | masia        |                                                               | 41° 19′ 08″ N, 2° 04′ 02″ E / 41.318825829687874°N,2.0672750473022465°E                                 |                                            |                                                       | Modifica les dades a Wikidata |
|        | Cal Pi de l'Olla                          | el Prat de Llobregat                       | masia        | Estil: arquitectura popular                                   | | bé integrant del patrimoni cultural català |                                                       | Modifica les dades a Wikidata |
|        | Cal Picassal                              | el Prat de Llobregat                       | masia        | Estil: arquitectura popular                                   | 41° 19′ 53″ N, 2° 04′ 24″ E / 41.331351°N,2.073375°E                                                    | bé integrant del patrimoni cultural català |                                                       | Modifica les dades a Wikidata |
|        | Cal Puig                                  | el Prat de Llobregat                       | masia        |                                                               | 41° 24′ 36″ N, 1° 42′ 57″ E / 41.41013535980042°N,1.7157448458287885°E                                  |                                            |                                                       | Modifica les dades a Wikidata |
|        | Cal Pus                                   | el Prat de Llobregat                       | masia        | 1927 Estat: enderrocat o destruït                             | 41° 19′ 13″ N, 2° 05′ 09″ E / 41.32037778°N,2.08571389°E                                                |                                            |                                                       | Modifica les dades a Wikidata |
|        | Cal Rectoret                              | el Prat de Llobregat                       | masia        |                                                               | 41° 19′ 57″ N, 2° 04′ 51″ E / 41.3324257751946°N,2.08084594954415°E                                     |                                            |                                                       | Modifica les dades a Wikidata |
|        | Cal Rigol                                 | el Prat de Llobregat                       | masia        |                                                               | 41° 19′ 11″ N, 2° 05′ 31″ E / 41.319633899841°N,2.09205380773254°E                                      |                                            |                                                       | Modifica les dades a Wikidata |
|        | Cal Roc del Villa                         | el Prat de Llobregat                       | masia        | Estil: arquitectura popular                                   | 41° 18′ 15″ N, 2° 06′ 53″ E / 41.304166666667°N,2.1147222222222°E delta del Llobregat                   | bé integrant del patrimoni cultural català |                                                       | Modifica les dades a Wikidata |
|        | Cal Saio                                  | el Prat de Llobregat                       | masia        | 19th century                                                  | 41° 19′ 45″ N, 2° 06′ 08″ E / 41.32916667°N,2.10222222°E                                                |                                            |                                                       | Modifica les dades a Wikidata |
|        | Cal Salom                                 | el Prat de Llobregat                       | masia        | Estil: arquitectura popular                                   | 41° 19′ 48″ N, 2° 04′ 10″ E / 41.330008°N,2.069528°E                                                    | bé integrant del patrimoni cultural català | Cal Salom                                             | Modifica les dades a Wikidata |
|        | Cal Sap                                   | el Prat de Llobregat                       | masia        |                                                               | 41° 18′ 52″ N, 2° 04′ 30″ E / 41.314397°N,2.074998°E                                                    |                                            |                                                       | Modifica les dades a Wikidata |
|        | Cal Soro                                  | el Prat de Llobregat                       | masia        |                                                               | 41° 19′ 10″ N, 2° 05′ 55″ E / 41.3195410658421°N,2.09857875162272°E                                     |                                            |                                                       | Modifica les dades a Wikidata |
|        | Cal Terolo                                | el Prat de Llobregat                       | masia        | Estil: arquitectura popular                                   | | bé integrant del patrimoni cultural català |                                                       | Modifica les dades a Wikidata |
|        | Cal Tibís                                 | el Prat de Llobregat                       | masia        | Estat: enderrocat o destruït                                  | 41° 20′ 22″ N, 2° 05′ 10″ E / 41.33944444°N,2.08611111°E                                                |                                            |                                                       | Modifica les dades a Wikidata |
|        | Cal Truco                                 | el Prat de Llobregat                       | masia        | Estil: noucentisme                                            | | bé integrant del patrimoni cultural català |                                                       | Modifica les dades a Wikidata |
|        | Cal Tudela                                | el Prat de Llobregat                       | masia        |                                                               | 41° 18′ 29″ N, 2° 06′ 53″ E / 41.3081191486352°N,2.11479153007399°E                                     |                                            |                                                       | Modifica les dades a Wikidata |
|        | Cal Villa                                 | el Prat de Llobregat                       | masia        | 1940s                                                         | 41° 18′ 51″ N, 2° 04′ 23″ E / 41.314034°N,2.072936°E                                                    |                                            | Cal Villa (el Prat de Llobregat)                      | Modifica les dades a Wikidata |
|        | Cal Xago                                  | el Prat de Llobregat                       | masia        |                                                               | 41° 19′ 01″ N, 2° 05′ 34″ E / 41.3169183323457°N,2.09265303379209°E                                     |                                            |                                                       | Modifica les dades a Wikidata |
|        | Can Camins                                | el Prat de Llobregat                       | masia        | Estil: arquitectura popular                                   | | bé integrant del patrimoni cultural català |                                                       | Modifica les dades a Wikidata |
|        | Can Carlets                               | el Prat de Llobregat                       | masia        | Estil: arquitectura popular Estat: enderrocat o destruït      | 41° 20′ 13″ N, 2° 05′ 15″ E / 41.336882°N,2.087402°E                                                    | bé integrant del patrimoni cultural català |                                                       | Modifica les dades a Wikidata |
|        | Can Ferrers                               | el Prat de Llobregat                       | masia        |                                                               | 41° 20′ 12″ N, 2° 04′ 36″ E / 41.3367063363216°N,2.07659089249495°E                                     |                                            | Cal Ferrers                                           | Modifica les dades a Wikidata |
|        | Can Noi Camins                            | el Prat de Llobregat                       | masia        | Estil: arquitectura popular                                   | 41° 19′ 11″ N, 2° 06′ 07″ E / 41.319824°N,2.101937°E                                                    | bé integrant del patrimoni cultural català | Cal Noi Camins                                        | Modifica les dades a Wikidata |
|        | Can Parellada                             | el Prat de Llobregat                       | masia        |                                                               | 41° 20′ 28″ N, 2° 05′ 00″ E / 41.3409840027605°N,2.08323553743186°E                                     |                                            | Can Parellada (el Prat de Llobregat)                  | Modifica les dades a Wikidata |
|        | Can Peixo                                 | el Prat de Llobregat                       | masia        | Estil: arquitectura popular                                   | 41° 19′ 47″ N, 2° 04′ 50″ E / 41.329654°N,2.080659°E                                                    | bé integrant del patrimoni cultural català | Can Peixo                                             | Modifica les dades a Wikidata |
|        | Cases d'en Puig                           | el Prat de Llobregat                       | masia        | Estil: arquitectura popular                                   | 41° 19′ 29″ N, 2° 05′ 36″ E / 41.324836°N,2.093206°E ca:Plaça de l'Agricultura, 4                       | bé integrant del patrimoni cultural català | Les Cases d'en Puig                                   | Modifica les dades a Wikidata |
|        | Conjunt de masies del delta del Llobregat | el Prat de Llobregat                       | masia        | Estil: arquitectura popular                                   | 41° 18′ 47″ N, 2° 06′ 58″ E / 41.31293463639703°N,2.115977553716712°E                                   | bé integrant del patrimoni cultural català | Masies del delta del Llobregat (el Prat de Llobregat) | Modifica les dades a Wikidata |
|        | Mas Blau                                  | el Prat de Llobregat                       | masia        | 19th century                                                  | 41° 19′ 06″ N, 2° 04′ 29″ E / 41.3183°N,2.07464°E                                                       |                                            |                                                       | Modifica les dades a Wikidata |
|        | Masia al carrer Gavà, 20                  | el Prat de Llobregat                       | masia        | Estil: arquitectura popular Estat: enderrocat o destruït      | 41° 19′ 37″ N, 2° 05′ 36″ E / 41.326884°N,2.09346°E                                                     | bé integrant del patrimoni cultural català |                                                       | Modifica les dades a Wikidata |
|        | Torre Balcells                            | el Prat de Llobregat                       | masia        | Estil: arquitectura eclèctica 19th century                    | 41° 19′ 34″ N, 2° 05′ 37″ E / 41.32624667°N,2.09367778°E ca:Plaça Pau Casals, 3                         | bé integrant del patrimoni cultural català | Centre Cultural Torre Balcells                        | Modifica les dades a Wikidata |
|        | Torre de la Ricarda                       | el Prat de Llobregat                       | masia        | Estil: arquitectura modernista                                | 41° 18′ 04″ N, 2° 06′ 18″ E / 41.300999°N,2.104973°E ca:Camí del Salí, Ctra. B-203                      | bé integrant del patrimoni cultural català | Torre de la Ricarda                                   | Modifica les dades a Wikidata |
|        | cal Bieló                                 | el Prat de Llobregat                       | masia        | Estil: arquitectura popular 18th century                      | 41° 19′ 04″ N, 2° 06′ 11″ E / 41.317844°N,2.102972°E ca:Camí de la Bunyola 3 msnm                       | bé integrant del patrimoni cultural català | Cal Bieló                                             | Modifica les dades a Wikidata |
|        | cal Bonic                                 | el Prat de Llobregat                       | masia        | 18th century                                                  | 41° 19′ 09″ N, 2° 06′ 14″ E / 41.319164°N,2.104025°E ca:Camí de la Bunyola 3 msnm                       | bé integrant del patrimoni cultural català | Cal Bonic                                             | Modifica les dades a Wikidata |
|        | cal Jaume del Bitxot                      | el Prat de Llobregat                       | masia        | Estil: arquitectura popular 18th century                      | 41° 19′ 03″ N, 2° 06′ 48″ E / 41.317517°N,2.113328°E ca:Camí de Bitxot 4 msnm                           | bé integrant del patrimoni cultural català | Cal Jaume del Bitxot                                  | Modifica les dades a Wikidata |
|        | cal Marc de l'Ixo                         | el Prat de Llobregat                       | masia        | Estil: arquitectura popular 18th century                      | 41° 19′ 41″ N, 2° 04′ 38″ E / 41.327933°N,2.077158°E 6 msnm                                             | bé integrant del patrimoni cultural català | Cal Marc de l'Ixo                                     | Modifica les dades a Wikidata |
|        | cal Met Natrus                            | el Prat de Llobregat                       | masia        | Estil: arquitectura popular 18th century                      | 41° 18′ 26″ N, 2° 06′ 37″ E / 41.30709°N,2.110261°E ca:Camí de València 3 msnm                          | bé integrant del patrimoni cultural català | Cal Met Natrus                                        | Modifica les dades a Wikidata |
|        | cal Nani                                  | el Prat de Llobregat                       | masia        | Estil: arquitectura popular 18th century                      | 41° 18′ 41″ N, 2° 06′ 51″ E / 41.311479°N,2.11419°E ca:Camí de València - camí de la Marina 3 msnm      | bé integrant del patrimoni cultural català | Cal Nani                                              | Modifica les dades a Wikidata |
|        | cal Negre                                 | el Prat de Llobregat                       | masia        | Estil: arquitectura popular 18th century                      | 41° 18′ 56″ N, 2° 06′ 43″ E / 41.315625°N,2.111812°E ca:Camí de la Marina 3 msnm                        | bé integrant del patrimoni cultural català | Cal Negre (el Prat de Llobregat)                      | Modifica les dades a Wikidata |
|        | cal Ribas                                 | el Prat de Llobregat                       | masia        | Estil: arquitectura popular 18th century                      | 41° 18′ 36″ N, 2° 06′ 45″ E / 41.310017°N,2.112393°E ca:Camí de València                                | bé integrant del patrimoni cultural català | Cal Ribas (el Prat de Llobregat)                      | Modifica les dades a Wikidata |
|        | cal Roc                                   | el Prat de Llobregat                       | masia        | Estil: arquitectura popular 19th century                      | 41° 18′ 15″ N, 2° 06′ 53″ E / 41.304191°N,2.114657°E ca:Camí de la Bunyola 2 msnm                       | bé integrant del patrimoni cultural català | Cal Roc                                               | Modifica les dades a Wikidata |
|        | cal Senyoret                              | el Prat de Llobregat                       | masia        | Estil: arquitectura popular 19th century                      | 41° 19′ 07″ N, 2° 06′ 27″ E / 41.318493°N,2.107476°E ca:Camí de la Marina - Camí de Can Fernando 3 msnm | bé integrant del patrimoni cultural català | Cal Senyoret                                          | Modifica les dades a Wikidata |
|        | cal Xicomèdia                             | el Prat de Llobregat                       | masia        | Estil: arquitectura popular 17th century                      | 41° 19′ 19″ N, 2° 06′ 19″ E / 41.321964°N,2.105208°E ca:Camí de Vilaplana 4 msnm                        | bé integrant del patrimoni cultural català | Cal Xicomèdia                                         | Modifica les dades a Wikidata |
|        | can Comes                                 | el Prat de Llobregat                       | masia        | Estil: arquitectura barroca arquitectura popular 18th century | 41° 20′ 29″ N, 2° 04′ 42″ E / 41.341391°N,2.078381°E ca:Camí de la Ribera 8 msnm                        | bé integrant del patrimoni cultural català | Can Comes (el Prat de Llobregat)                      | Modifica les dades a Wikidata |
|        | el Semàfor                                | el Prat de Llobregat                       | masia        |                                                               | 41° 17′ 38″ N, 2° 07′ 10″ E / 41.293819°N,2.119325°E ca:Delta del Llobregat                             | bé integrant del patrimoni cultural català | Semàfor (Espais naturals del riu Llobregat)           | Modifica les dades a Wikidata |

## mirador
| imatge | Nom                                | Ubicat a             | instància de | Detalls | coordenades                                                                               | Protecció | Commons (més fotos)           | Dades a WD                    |
| ------ | ---------------------------------- | -------------------- | ------------ | ------- | ----------------------------------------------------------------------------------------- | --------- | ----------------------------- | ----------------------------- |
|        | Mirador d'Avions                   | el Prat de Llobregat | mirador      |         | 41° 18′ 30″ N, 2° 06′ 36″ E / 41.30825305648076°N,2.1100187301635747°E                    |           | Mirador d'Avions              | Modifica les dades a Wikidata |
|        | Mirador de Cal Beitas              | el Prat de Llobregat | mirador      |         | 41° 18′ 12″ N, 2° 07′ 41″ E / 41.30341737537034°N,2.127989530563355°E                     |           |                               | Modifica les dades a Wikidata |
|        | Mirador de Cal Lluquer             | el Prat de Llobregat | mirador      |         | 41° 18′ 46″ N, 2° 06′ 59″ E / 41.312734°N,2.116258°E                                      |           | Mirador de Cal Lluquer        | Modifica les dades a Wikidata |
|        | Mirador de Cal Malet               | el Prat de Llobregat | mirador      |         | 41° 18′ 28″ N, 2° 07′ 24″ E / 41.307778°N,2.123333°E                                      |           |                               | Modifica les dades a Wikidata |
|        | Mirador de l'Estany de l'Illa      | el Prat de Llobregat | mirador      |         | 41° 17′ 18″ N, 2° 06′ 21″ E / 41.28833983789263°N,2.105968594551087°E delta del Llobregat |           | Mirador de l'Estany de l'Illa | Modifica les dades a Wikidata |
|        | Mirador de la Bunyola              | el Prat de Llobregat | mirador      |         | 41° 17′ 48″ N, 2° 07′ 29″ E / 41.29653397078748°N,2.1246796846389775°E                    |           | Mirador de la Bunyola         | Modifica les dades a Wikidata |
|        | Mirador de la Desembocadura        | el Prat de Llobregat | mirador      |         | 41° 18′ 04″ N, 2° 07′ 55″ E / 41.301248°N,2.131885°E                                      |           | Mirador de la Desembocadura   | Modifica les dades a Wikidata |
|        | Mirador de la Fillola Quatre Hores | el Prat de Llobregat | mirador      |         | 41° 18′ 20″ N, 2° 07′ 09″ E / 41.305633773728765°N,2.1192348003387456°E                   |           |                               | Modifica les dades a Wikidata |
|        | Mirador de la platja               | el Prat de Llobregat | mirador      |         | 41° 16′ 51″ N, 2° 05′ 04″ E / 41.28092271619151°N,2.0844089984893803°E                    |           |                               | Modifica les dades a Wikidata |
|        | Mirador del camí de València       | el Prat de Llobregat | mirador      |         | 41° 18′ 16″ N, 2° 06′ 26″ E / 41.304461°N,2.107347°E                                      |           | Mirador del camí de València  | Modifica les dades a Wikidata |

## obra escultòrica
| imatge | Nom                 | Ubicat a                                                                  | instància de     | Detalls                                 | coordenades                                                                   | Protecció                                  | Commons (més fotos) | Dades a WD                    |
| ------ | ------------------- | ------------------------------------------------------------------------- | ---------------- | --------------------------------------- | ----------------------------------------------------------------------------- | ------------------------------------------ | ------------------- | ----------------------------- |
|        | Escultura I         | el Prat de Llobregat                                                      | obra escultòrica |                                         | 41° 17′ 17″ N, 2° 03′ 59″ E / 41.288088°N,2.066271°E ca:Aeroport del Prat, T1 | bé integrant del patrimoni cultural català |                     | Modifica les dades a Wikidata |
|        | Escultura II        | el Prat de Llobregat                                                      | obra escultòrica |                                         |                                                                               | bé integrant del patrimoni cultural català |                     | Modifica les dades a Wikidata |
|        | La Barcelona romana | Barcelona Sarrià - Sant Gervasi Sant Gervasi-Galvany el Prat de Llobregat | obra escultòrica | Creador: Josep Maria Subirachs i Sitjar |                                                                               | art públic de Barcelona                    |                     | Modifica les dades a Wikidata |
|        | Nen amb Sargantana  | el Prat de Llobregat                                                      | obra escultòrica | 1994                                    | 41° 19′ 50″ N, 2° 05′ 35″ E / 41.330552993516854°N,2.09315299987793°E         |                                            |                     | Modifica les dades a Wikidata |

## platja
| imatge | Nom                               | Ubicat a             | instància de                                 | Detalls                 | coordenades                                                             | Protecció | Commons (més fotos) | Dades a WD                    |
| ------ | --------------------------------- | -------------------- | -------------------------------------------- | ----------------------- | ----------------------------------------------------------------------- | --------- | ------------------- | ----------------------------- |
|        | Platja Naturista                  | el Prat de Llobregat | platja platja d'arena daurada platja nudista | Llarg: 400m Ample: 29m  | 41° 17′ 16″ N, 2° 06′ 28″ E / 41.2877529767356°N,2.107645506328895°E    |           |                     | Modifica les dades a Wikidata |
|        | Protegida sector I                | el Prat de Llobregat | platja platja d'arena daurada                | Llarg: 2m Ample: 190m   | 41° 17′ 45″ N, 2° 07′ 26″ E / 41.295700000297°N,2.1239000000374°E       |           |                     | Modifica les dades a Wikidata |
|        | platja de Can Camins              | el Prat de Llobregat | platja platja d'arena daurada                | Llarg: 1m Ample: 43m    | 41° 17′ 08″ N, 2° 06′ 04″ E / 41.28549999972°N,2.1010999999484°E        |           |                     | Modifica les dades a Wikidata |
|        | platja de la Ricarda - Ca l'Arana | el Prat de Llobregat | platja                                       |                         | 41° 17′ 48″ N, 2° 07′ 37″ E / 41.296681164458455°N,2.1270274321440183°E |           |                     | Modifica les dades a Wikidata |
|        | platja de la Roberta              | el Prat de Llobregat | platja platja d'arena daurada                | Llarg: 1m Ample: 143m   | 41° 16′ 52″ N, 2° 05′ 14″ E / 41.281199999824°N,2.0872999997053°E       |           |                     | Modifica les dades a Wikidata |
|        | platja del Remolar                | el Prat de Llobregat | platja platja d'arena daurada platja nudista | Llarg: 800m Ample: 115m | 41° 16′ 42″ N, 2° 04′ 39″ E / 41.278399999955°N,2.077400000234°E        |           |                     | Modifica les dades a Wikidata |

## plaça
| imatge | Nom                        | Ubicat a             | instància de | Detalls | coordenades                                                           | Protecció | Commons (més fotos)                            | Dades a WD                    |
| ------ | -------------------------- | -------------------- | ------------ | ------- | --------------------------------------------------------------------- | --------- | ---------------------------------------------- | ----------------------------- |
|        | Plaça de Joan Fuster       | el Prat de Llobregat | plaça        |         | 41° 19′ 31″ N, 2° 06′ 17″ E / 41.32519123030737°N,2.104686498641968°E |           |                                                | Modifica les dades a Wikidata |
|        | Plaça de la Constitució    | el Prat de Llobregat | plaça        |         | 41° 19′ 26″ N, 2° 06′ 06″ E / 41.32394237161844°N,2.101693153381348°E |           |                                                | Modifica les dades a Wikidata |
|        | plaça de Lluís Companys    | el Prat de Llobregat | plaça        |         | 41° 19′ 26″ N, 2° 06′ 21″ E / 41.323761°N,2.105786°E                  |           | Plaça de Lluís Companys (El Prat de Llobregat) | Modifica les dades a Wikidata |
|        | plaça dels Germans Lumière | el Prat de Llobregat | plaça        |         | 41° 19′ 19″ N, 2° 06′ 09″ E / 41.322057°N,2.102423°E                  |           | Plaça dels Germans Lumière                     | Modifica les dades a Wikidata |

## polígon industrial
| imatge | Nom                                    | Ubicat a             | instància de       | Detalls | coordenades                                                         | Protecció | Commons (més fotos) | Dades a WD                    |
| ------ | -------------------------------------- | -------------------- | ------------------ | ------- | ------------------------------------------------------------------- | --------- | ------------------- | ----------------------------- |
|        | Parc de Negocis Mas Blau I             | el Prat de Llobregat | polígon industrial |         | 41° 19′ 04″ N, 2° 04′ 29″ E / 41.3177122599567°N,2.07470845316269°E |           |                     | Modifica les dades a Wikidata |
|        | Parc de Negocis Mas Blau II            | el Prat de Llobregat | polígon industrial |         | 41° 18′ 46″ N, 2° 04′ 22″ E / 41.3128138773518°N,2.07268702829278°E |           |                     | Modifica les dades a Wikidata |
|        | Parc tecnològic i Ciutat Aeroportuària | el Prat de Llobregat | polígon industrial |         | 41° 18′ 18″ N, 2° 04′ 17″ E / 41.3048945522329°N,2.07136579304288°E |           |                     | Modifica les dades a Wikidata |
|        | Polígon industrial Ca l'Alaio          | el Prat de Llobregat | polígon industrial |         | 41° 19′ 41″ N, 2° 04′ 59″ E / 41.3279936888452°N,2.0830591786071°E  |           |                     | Modifica les dades a Wikidata |
|        | Polígon industrial Cal Saió            | el Prat de Llobregat | polígon industrial |         | 41° 19′ 47″ N, 2° 06′ 03″ E / 41.3298084449071°N,2.1007196751766°E  |           |                     | Modifica les dades a Wikidata |
|        | Polígon industrial El Mas Mateu        | el Prat de Llobregat | polígon industrial |         | 41° 19′ 15″ N, 2° 04′ 46″ E / 41.3208673287078°N,2.07950289470951°E |           |                     | Modifica les dades a Wikidata |
|        | Polígon industrial Estruc              | el Prat de Llobregat | polígon industrial |         | 41° 19′ 53″ N, 2° 06′ 17″ E / 41.3314424579424°N,2.10465274077689°E |           |                     | Modifica les dades a Wikidata |
|        | Polígon industrial Fondo d'en Peixo    | el Prat de Llobregat | polígon industrial |         | 41° 19′ 40″ N, 2° 05′ 19″ E / 41.3277582366578°N,2.08857123824139°E |           |                     | Modifica les dades a Wikidata |
|        | Polígon industrial Pratenc             | el Prat de Llobregat | polígon industrial |         | 41° 19′ 05″ N, 2° 07′ 21″ E / 41.3180317324849°N,2.12239960168845°E |           |                     | Modifica les dades a Wikidata |
|        | Polígon industrial Sector Enkalene     | el Prat de Llobregat | polígon industrial |         | 41° 19′ 35″ N, 2° 05′ 03″ E / 41.3265250781801°N,2.08414326254989°E |           |                     | Modifica les dades a Wikidata |
|        | ZAL Prat                               | el Prat de Llobregat | polígon industrial |         | 41° 18′ 48″ N, 2° 08′ 05″ E / 41.3134137579993°N,2.13468330645296°E |           |                     | Modifica les dades a Wikidata |

## pont
| imatge | Nom                                | Ubicat a                                       | instància de | Detalls                            | coordenades                                                             | Protecció | Commons (més fotos) | Dades a WD                    |
| ------ | ---------------------------------- | ---------------------------------------------- | ------------ | ---------------------------------- | ----------------------------------------------------------------------- | --------- | ------------------- | ----------------------------- |
|        | Pont de Mercabarna                 | el Prat de Llobregat Zona Franca-Port          | pont         | Travessa: Llobregat                | 41° 19′ 36″ N, 2° 06′ 42″ E / 41.326786511751976°N,2.1117460727691655°E |           | Pont de Mercabarna  | Modifica les dades a Wikidata |
|        | pont de la C-31 sobre el Llobregat | el Prat de Llobregat l'Hospitalet de Llobregat | pont         | Travessa: Llobregat Hi passa: C-31 | 41° 20′ 15″ N, 2° 05′ 56″ E / 41.33740863989°N,2.098876833915711°E      |           |                     | Modifica les dades a Wikidata |

## punt d'observació d'aus
| imatge | Nom                | Ubicat a             | instància de                  | Detalls | coordenades                                                             | Protecció | Commons (més fotos) | Dades a WD                    |
| ------ | ------------------ | -------------------- | ----------------------------- | ------- | ----------------------------------------------------------------------- | --------- | ------------------- | ----------------------------- |
|        | Aguait de Cal Tet  | el Prat de Llobregat | punt d'observació d'aus       |         | 41° 18′ 07″ N, 2° 07′ 26″ E / 41.301910181455625°N,2.1240252256393437°E |           |                     | Modifica les dades a Wikidata |
|        | Aguait del Sabogal | el Prat de Llobregat | punt d'observació d'aus       |         | 41° 18′ 14″ N, 2° 07′ 21″ E / 41.303902°N,2.122401°E                    |           | Aguait del Sabogal  | Modifica les dades a Wikidata |
|        | Mirador de Cal Tet | el Prat de Llobregat | punt d'observació d'aus porta |         | 41° 18′ 14″ N, 2° 07′ 07″ E / 41.303889°N,2.11857°E                     |           | Mirador de Cal Tet  | Modifica les dades a Wikidata |

## terminal d'aeroport
| imatge | Nom        | Ubicat a             | instància de        | Detalls | coordenades                                                            | Protecció                                  | Commons (més fotos)             | Dades a WD                    |
| ------ | ---------- | -------------------- | ------------------- | ------- | ---------------------------------------------------------------------- | ------------------------------------------ | ------------------------------- | ----------------------------- |
|        | Terminal 1 | el Prat de Llobregat | terminal d'aeroport |         | 41° 17′ 20″ N, 2° 04′ 26″ E / 41.289°N,2.074°E delta del Llobregat     |                                            | Terminal 1 of Barcelona Airport | Modifica les dades a Wikidata |
|        | Terminal 2 | el Prat de Llobregat | terminal d'aeroport |         | 41° 18′ 09″ N, 2° 04′ 33″ E / 41.30245°N,2.07584°E delta del Llobregat | bé integrant del patrimoni cultural català | Terminal 2 of Barcelona Airport | Modifica les dades a Wikidata |

## zona humida
| imatge | Nom                                        | Ubicat a                                              | instància de | Detalls              | coordenades                                                                           | Protecció | Commons (més fotos)                              | Dades a WD                    |
| ------ | ------------------------------------------ | ----------------------------------------------------- | ------------ | -------------------- | ------------------------------------------------------------------------------------- | --------- | ------------------------------------------------ | ----------------------------- |
|        | Ca l'Arana i Cal Tet                       | el Prat de Llobregat                                  | zona humida  | Superfície: 130.21ha | 41° 18′ 16″ N, 2° 07′ 28″ E / 41.3044°N,2.1245°E                                      |           | La Ricarda-Ca l'Arana                            | Modifica les dades a Wikidata |
|        | El Remolar-Filipines                       | Viladecans el Prat de Llobregat Sant Boi de Llobregat | zona humida  | Superfície: 123.85ha | 41° 17′ 02″ N, 2° 03′ 54″ E / 41.284°N,2.065°E delta del Llobregat                    |           | El Remolar - Filipines i la platja de Viladecans | Modifica les dades a Wikidata |
|        | Estany de la Ricarda-Estany de la Magarola | el Prat de Llobregat                                  | zona humida  | Superfície: 76.18ha  | 41° 17′ 39″ N, 2° 06′ 43″ E / 41.2943°N,2.11197°E                                     |           | La Ricarda-Ca l'Arana                            | Modifica les dades a Wikidata |
|        | Estany de la Roberta                       | el Prat de Llobregat                                  | zona humida  |                      | 41° 16′ 59″ N, 2° 04′ 59″ E / 41.283182303138°N,2.0829759552886°E delta del Llobregat |           |                                                  | Modifica les dades a Wikidata |
|        | Maresmes de Can Camins                     | el Prat de Llobregat                                  | zona humida  | Superfície: 2.43ha   | 41° 17′ 08″ N, 2° 05′ 55″ E / 41.2855°N,2.0985°E                                      |           | Maresmes de Can Camins                           | Modifica les dades a Wikidata |
|        | bassa del Prat de Llobregat                | el Prat de Llobregat                                  | zona humida  | Superfície: 2.89ha   | 41° 19′ 59″ N, 2° 05′ 06″ E / 41.3331°N,2.085°E delta del Llobregat                   |           | Bassa del Prat de Llobregat                      | Modifica les dades a Wikidata |

## Misc
| imatge | Nom                                                | Ubicat a                                                                                   | instància de                                                                   | Detalls                                                                                          | coordenades | Protecció                                  | Commons (més fotos)                                  | Dades a WD                    |
| ------ | -------------------------------------------------- | ------------------------------------------------------------------------------------------ | ------------------------------------------------------------------------------ | ------------------------------------------------------------------------------------------------ | --- | ------------------------------------------ | ---------------------------------------------------- | ----------------------------- |
|        | Aeroport                                           | el Prat de Llobregat                                                                       | vèrtex geodèsic                                                                |                                                                                                  | 41° 18′ 23″ N, 2° 04′ 58″ E / 41.306375°N,2.082672°E 42.799 msnm                                                |                                            |                                                      | Modifica les dades a Wikidata |
|        | Aeroport Josep Tarradellas Barcelona - el Prat     | el Prat de Llobregat                                                                       | aeroport internacional aeròdrom de tràfic comercial                            | 1916 Superfície: 1300ha Anomenat per: el Prat de Llobregat Barcelona Josep Tarradellas i Joan    | 41° 17′ 49″ N, 2° 04′ 42″ E / 41.296944°N,2.078333°E delta del Llobregat 4 msnm                                 |                                            | Barcelona Airport                                    | Modifica les dades a Wikidata |
|        | Ajuntament del Prat de Llobregat                   | el Prat de Llobregat                                                                       | casa consistorial                                                              | Estil: historicisme arquitectònic                                                                | 41° 19′ 51″ N, 2° 05′ 35″ E / 41.3308°N,2.09305°E ca:Plaça de la Vila, 1                                        | bé integrant del patrimoni cultural català | Ajuntament del Prat de Llobregat                     | Modifica les dades a Wikidata |
|        | Barcelona VOR-DME                                  | el Prat de Llobregat                                                                       | radiofar omnidireccional en VHF                                                |                                                                                                  | 41° 18′ 26″ N, 2° 06′ 28″ E / 41.3071167036553°N,2.1078193187713627°E                                           |                                            |                                                      | Modifica les dades a Wikidata |
|        | Bassa de Cal Bitxot                                | el Prat de Llobregat                                                                       | bassa                                                                          |                                                                                                  | 41° 18′ 44″ N, 2° 07′ 02″ E / 41.31208910838645°N,2.1172928810119633°E                                          |                                            |                                                      | Modifica les dades a Wikidata |
|        | Centre Cívic Palmira Domènech                      | el Prat de Llobregat                                                                       | centre cívic                                                                   | Anomenat per: Palmira Domènech Ayats                                                             | 41° 19′ 49″ N, 2° 06′ 02″ E / 41.33033228491312°N,2.100545745136441°E ca:Carrer de Lo Gaiter del Llobregat, 112 |                                            | Centre Cívic Palmira Domènech                        | Modifica les dades a Wikidata |
|        | Creu commemorativa                                 | el Prat de Llobregat                                                                       | creu monumental                                                                | Estil: arquitectura popular 20th century                                                         | 41° 19′ 52″ N, 2° 05′ 32″ E / 41.331142°N,2.092287°E ca:Pati de la Rectoria, davant del campanar 5 msnm         | bé integrant del patrimoni cultural català | Creu commemorativa (el Prat de Llobregat)            | Modifica les dades a Wikidata |
|        | Deixalleria del Prat de Llobregat                  | el Prat de Llobregat                                                                       | instal·lació Ús: deixalleria                                                   |                                                                                                  | 41° 19′ 48″ N, 2° 06′ 22″ E / 41.32988833608625°N,2.106038331985474°E                                           |                                            |                                                      | Modifica les dades a Wikidata |
|        | El Prat Estació                                    | el Prat de Llobregat                                                                       | estació subterrània estació de metro                                           |                                                                                                  | 41° 19′ 54″ N, 2° 05′ 25″ E / 41.33163888888889°N,2.0903055555555556°E                                          |                                            | El Prat Estació metro station                        | Modifica les dades a Wikidata |
|        | Escultura Treballant la Utopia                     | el Prat de Llobregat                                                                       | monument                                                                       |                                                                                                  | 41° 19′ 47″ N, 2° 06′ 13″ E / 41.329776763916016°N,2.1036109924316406°E ca:Plaça de Joan Garcia Nieto           |                                            |                                                      | Modifica les dades a Wikidata |
|        | Espais Naturals del Delta del Llobregat            | el Prat de Llobregat Baix Llobregat Catalunya                                              | àrea protegida                                                                 | Superfície: 926.9ha                                                                              | 41° 18′ 40″ N, 2° 04′ 14″ E / 41.3111916667°N,2.07058888889°E                                                   |                                            | Espais Naturals del Delta del Llobregat              | Modifica les dades a Wikidata |
|        | Estació de l'Aeroport (el Prat)                    | el Prat de Llobregat                                                                       | estació ferroviària d'aeroport estació en atzucac estació en superfície        | Anomenat per: Aeroport Josep Tarradellas Barcelona - el Prat                                     | 41° 18′ 15″ N, 2° 04′ 24″ E / 41.30425556°N,2.07330556°E                                                        |                                            | Aeroport railway station (El Prat de Llobregat)      | Modifica les dades a Wikidata |
|        | Granja Avícola Torres                              | el Prat de Llobregat                                                                       | granja                                                                         |                                                                                                  | 41° 18′ 32″ N, 2° 06′ 52″ E / 41.308946°N,2.114342°E                                                            |                                            | Granja Avícola Torres                                | Modifica les dades a Wikidata |
|        | Illa del Molí                                      | el Prat de Llobregat                                                                       | illa                                                                           |                                                                                                  | 41° 18′ 18″ N, 2° 07′ 50″ E / 41.30489353351728°N,2.130593861777428°E                                           |                                            |                                                      | Modifica les dades a Wikidata |
|        | La Capsa. Centre de Cultura Contemporània del Prat | el Prat de Llobregat                                                                       | associació voluntària organització sense ànim de lucre                         | 1995                                                                                             | ca:Av. del Pare Andreu de Palma, 5-7                                                                            |                                            | La Capsa                                             | Modifica les dades a Wikidata |
|        | La Papelera Española                               | el Prat de Llobregat                                                                       | edifici industrial                                                             | Estil: historicisme arquitectònic                                                                | 41° 20′ 00″ N, 2° 05′ 44″ E / 41.33319854736328°N,2.095518112182617°E ca:Carrer Nicolás M. Urgoiti, 44          |                                            | Antiga fàbrica de la Paperera (el Prat de Llobregat) | Modifica les dades a Wikidata |
|        | La Pineda de Can Camins                            | el Prat de Llobregat                                                                       | pineda                                                                         |                                                                                                  | 41° 17′ 13″ N, 2° 05′ 56″ E / 41.287024°N,2.098753°E 1.3 msnm                                                   |                                            |                                                      | Modifica les dades a Wikidata |
|        | Llobregat                                          | Catalunya província de Barcelona Catalunya Central Àmbit Metropolità de Barcelona          | riu                                                                            | Desemboca: mar Mediterrània Llarg: 175km Conca: 4948.3km²                                        | 42° 16′ 57″ N, 2° 00′ 46″ E / 42.282412°N,2.012826°E 41° 18′ 08″ N, 2° 07′ 55″ E / 41.302248°N,2.131948°E       |                                            | Llobregat                                            | Modifica les dades a Wikidata |
|        | Línia 9 del metro de Barcelona                     | Barcelona Santa Coloma de Gramenet Badalona l'Hospitalet de Llobregat el Prat de Llobregat | línia de metro automàtic enllaç ferroviari de l’aeroport                       | Llarg: 27.9km                                                                                    | 41° 24′ 24″ N, 2° 08′ 57″ E / 41.40671666666667°N,2.1490277777777775°E                                          |                                            | Barcelona Metro line 9                               | Modifica les dades a Wikidata |
|        | Mercabarna                                         | Barcelona el Prat de Llobregat Zona Franca de Barcelona                                    | centre de distribució mercat majorista                                         | 1967 Anomenat per: Barcelona                                                                     | 41° 19′ 49″ N, 2° 07′ 02″ E / 41.33035561110896°N,2.1173143386840825°E                                          |                                            |                                                      | Modifica les dades a Wikidata |
|        | Mural de l'Aeroport de Barcelona                   | el Prat de Llobregat                                                                       | mural                                                                          | Creador: Joan Miró i Ferrà Joan Gardy Artigas 1970-09-01                                         | 41° 18′ 12″ N, 2° 04′ 37″ E / 41.30328°N,2.076951°E Terminal 2                                                  | art públic de Barcelona                    | Wall of the Barcelona Airport                        | Modifica les dades a Wikidata |
|        | Passatge Rector Martí i Piñol                      | el Prat de Llobregat                                                                       | carrer                                                                         |                                                                                                  | 41° 19′ 45″ N, 2° 05′ 41″ E / 41.329167°N,2.094722°E                                                            |                                            |                                                      | Modifica les dades a Wikidata |
|        | Pineda de Ca l'Arana                               | el Prat de Llobregat                                                                       | indret pineda                                                                  |                                                                                                  | 41° 18′ 08″ N, 2° 07′ 36″ E / 41.302152°N,2.126606°E                                                            |                                            |                                                      | Modifica les dades a Wikidata |
|        | Pont Nelson Mandela                                | el Prat de Llobregat                                                                       | pont d'arc                                                                     | 2009 Travessa: Llobregat Llarg: 304m Llum: 150m Ample: 29m Alt: 36m Anomenat per: Nelson Mandela | 41° 19′ 19″ N, 2° 06′ 53″ E / 41.321833333333°N,2.1146666666667°E ca:Entre la Barceloneta i el Pol.Ind. Pratenc |                                            | Pont Nelson Mandela (El Prat de Llobregat)           | Modifica les dades a Wikidata |
|        | Radar de l'aeroport del Prat                       | el Prat de Llobregat                                                                       | radar edifici                                                                  |                                                                                                  | 41° 18′ 03″ N, 2° 06′ 08″ E / 41.30070117720201°N,2.102095484733582°E                                           |                                            |                                                      | Modifica les dades a Wikidata |
|        | Rectoria del Prat de Llobregat                     | el Prat de Llobregat                                                                       | rectoria                                                                       | Estil: arquitectura popular 20th century                                                         | 41° 19′ 52″ N, 2° 05′ 32″ E / 41.331058°N,2.092127°E ca:Pl. Pintor Grau Sala 7 msnm                             | bé integrant del patrimoni cultural català | Rectoria del Prat de Llobregat                       | Modifica les dades a Wikidata |
|        | Terminal Barcelona Europa Sud                      | el Prat de Llobregat                                                                       | terminal de contenidors                                                        | 2012-09-27                                                                                       | 41° 18′ 30″ N, 2° 08′ 45″ E / 41.30833333333333°N,2.1458333333333335°E                                          |                                            | Barcelona Europe South Terminal (BEST)               | Modifica les dades a Wikidata |
|        | Torre d'aigües de la plaça Catalunya               | el Prat de Llobregat                                                                       | torre d'aigua                                                                  |                                                                                                  | 41° 19′ 20″ N, 2° 05′ 39″ E / 41.322113037109375°N,2.094299077987671°E ca:Lleida / Plaça Catalunya              |                                            | Torre de l'aigua del Prat                            | Modifica les dades a Wikidata |
|        | canal de la Dreta del Llobregat                    | Baix Llobregat                                                                             | canal canal de reg                                                             | Desemboca: mar Mediterrània                                                                      | 41° 18′ 25″ N, 2° 06′ 48″ E / 41.30705222914242°N,2.1132159233093266°E                                          |                                            | Canal de la Dreta del Llobregat                      | Modifica les dades a Wikidata |
|        | delta del Llobregat                                | el Prat de Llobregat                                                                       | delta fluvial                                                                  | Anomenat per: Llobregat                                                                          | 41° 18′ 10″ N, 2° 07′ 55″ E / 41.30277778°N,2.13194444°E península Ibèrica Depressió Litoral                    |                                            | Llobregat Delta                                      | Modifica les dades a Wikidata |
|        | dessalinitzadora del Prat                          | el Prat de Llobregat                                                                       | planta dessalinitzadora equipament                                             |                                                                                                  | 41° 18′ 25″ N, 2° 07′ 58″ E / 41.3068277778°N,2.13272222222°E                                                   |                                            | Dessalinitzadora del Llobregat                       | Modifica les dades a Wikidata |
|        | el Parc Nou                                        | el Prat de Llobregat                                                                       | nucli de població                                                              |                                                                                                  | 41° 18′ 56″ N, 2° 05′ 36″ E / 41.3155447455347°N,2.09323360935506°E                                             |                                            |                                                      | Modifica les dades a Wikidata |
|        | el Prat de Llobregat                               | el Prat de Llobregat                                                                       | entitat singular de població capital municipal ens local històric de Catalunya | 65910 hab                                                                                        | 41° 19′ 51″ N, 2° 05′ 33″ E / 41.33095848°N,2.0926236°E 5 msnm                                                  |                                            |                                                      | Modifica les dades a Wikidata |
|        | font del Pou del Comú                              | el Prat de Llobregat                                                                       | font                                                                           |                                                                                                  | 41° 19′ 51″ N, 2° 05′ 36″ E / 41.330833435058594°N,2.0932109355926514°E ca:Carrer Major, plaça de la Vila       |                                            |                                                      | Modifica les dades a Wikidata |
|        | la Ribera                                          | el Prat de Llobregat                                                                       | districte                                                                      |                                                                                                  | |                                            |                                                      | Modifica les dades a Wikidata |
|        | les Palmeres                                       | el Prat de Llobregat                                                                       | barri                                                                          | 107 hab                                                                                          | |                                            |                                                      | Modifica les dades a Wikidata |
|        | línia el Prat - Aeroport                           | el Prat de Llobregat                                                                       | línia de ferrocarril                                                           | Llarg: 6.7km                                                                                     | 41° 19′ 51″ N, 2° 05′ 21″ E / 41.330918°N,2.089087°E                                                            |                                            |                                                      | Modifica les dades a Wikidata |
|        | mar Mediterrània                                   |                                                                                            | mar interior mar mediterrani conca hidrogràfica                                | Superfície: 2500000km² Profunditat: 5267 1541m Volum: 3839000km³                                 | 38° N, 17° E / 38°N,17°E 0 msnm                                                                                 |                                            | Mediterranean Sea                                    | Modifica les dades a Wikidata |
|        | marge de defensa                                   | el Prat de Llobregat                                                                       | obra hidràulica dic                                                            |                                                                                                  | 41° 20′ 32″ N, 2° 04′ 42″ E / 41.342108333333°N,2.0784111111111°E                                               |                                            |                                                      | Modifica les dades a Wikidata |
|        | punta del Llobregat                                | el Prat de Llobregat                                                                       | cap                                                                            |                                                                                                  | 41° 19′ 00″ N, 2° 09′ 00″ E / 41.31667°N,2.15°E                                                                 |                                            |                                                      | Modifica les dades a Wikidata |
|        | xemeneia de la paperera                            | el Prat de Llobregat                                                                       | xemeneia de fàbrica                                                            |                                                                                                  | 41° 19′ 46″ N, 2° 06′ 30″ E / 41.32950162318812°N,2.1081948280334477°E                                          |                                            |                                                      | Modifica les dades a Wikidata |